# Cséplőgép

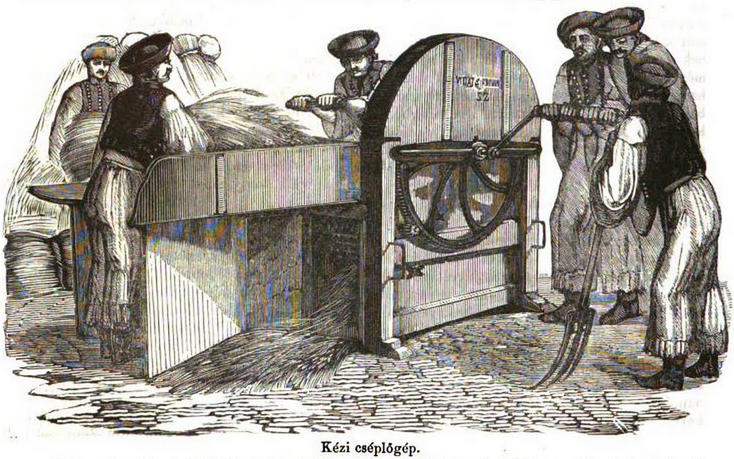
Vidats István kézi cséplőgépe (1856)

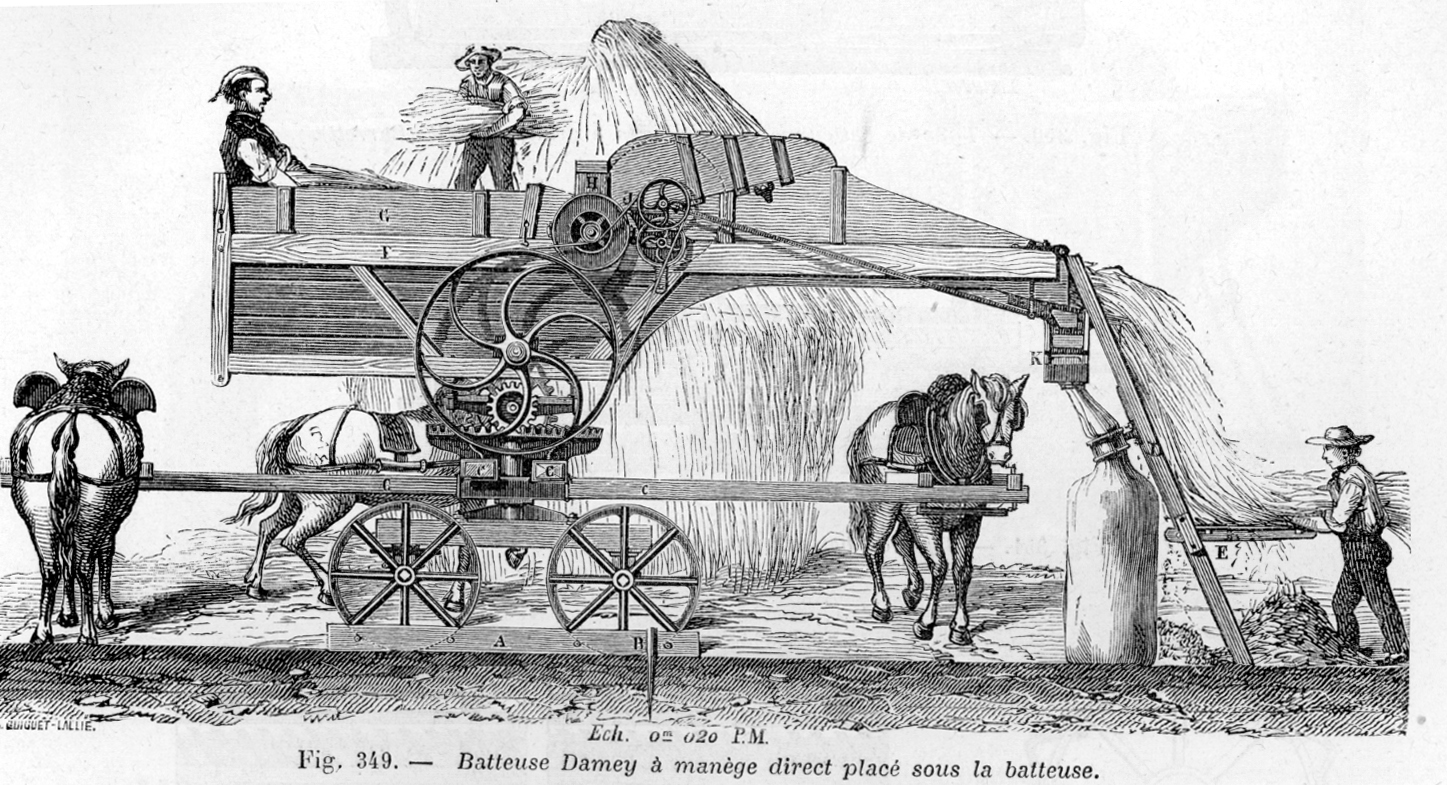
Lóval hajtott cséplőgép 1881-ből

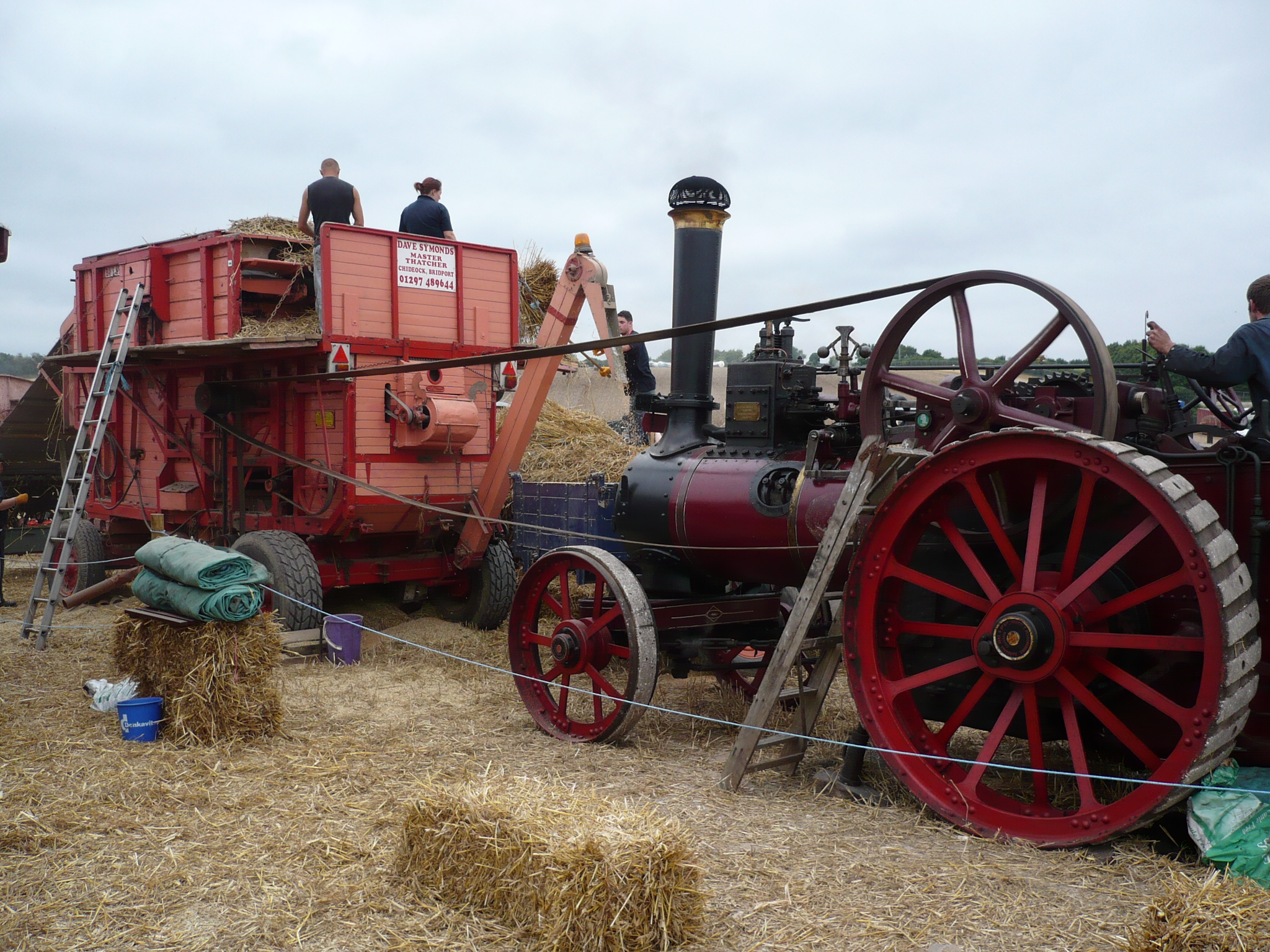
Lokomobilról szíjhajtással üzemeltetett muzeális cséplőgép

A cséplőgép olyan zárt munkaterű, jellemzően kerekekre szerelt mezőgazdasági gép, amelyet a gabonafélék (búza, rozs, árpa, zab, rizs, köles, cirok), esetleg a cséplőszerkezet átalakításával egyéb kultúrnövények (napraforgó, kukorica, hüvelyesek, herefélék, fűfélék stb.) magjának kinyerésére, tisztítására és osztályozására használnak.

## Története
A hagyományos szemnyerési módokat, az állati erővel végzett nyomtatást és a cséphadaróval művelt kézi cséplést a 19. században kezdték felváltani tömegesen a különböző gépi cséplési eljárások. A skót Andrew Meikle 1785-ben készítette el verőléces cséplődobját, ezt követően több angliai gyárban megindult az állati erővel üzemeltetett szerkezet gyártása, így el tudott terjedni egész Európában. 1831-ben az amerikai Samuel Turner fejlesztette ki a szöges rendszerű gépi cséplést. A cséplőgépek tömeges elterjedésére azt követően került sor, hogy a szerkezet meghajtásáról 1849 után gőzgép gondoskodott.

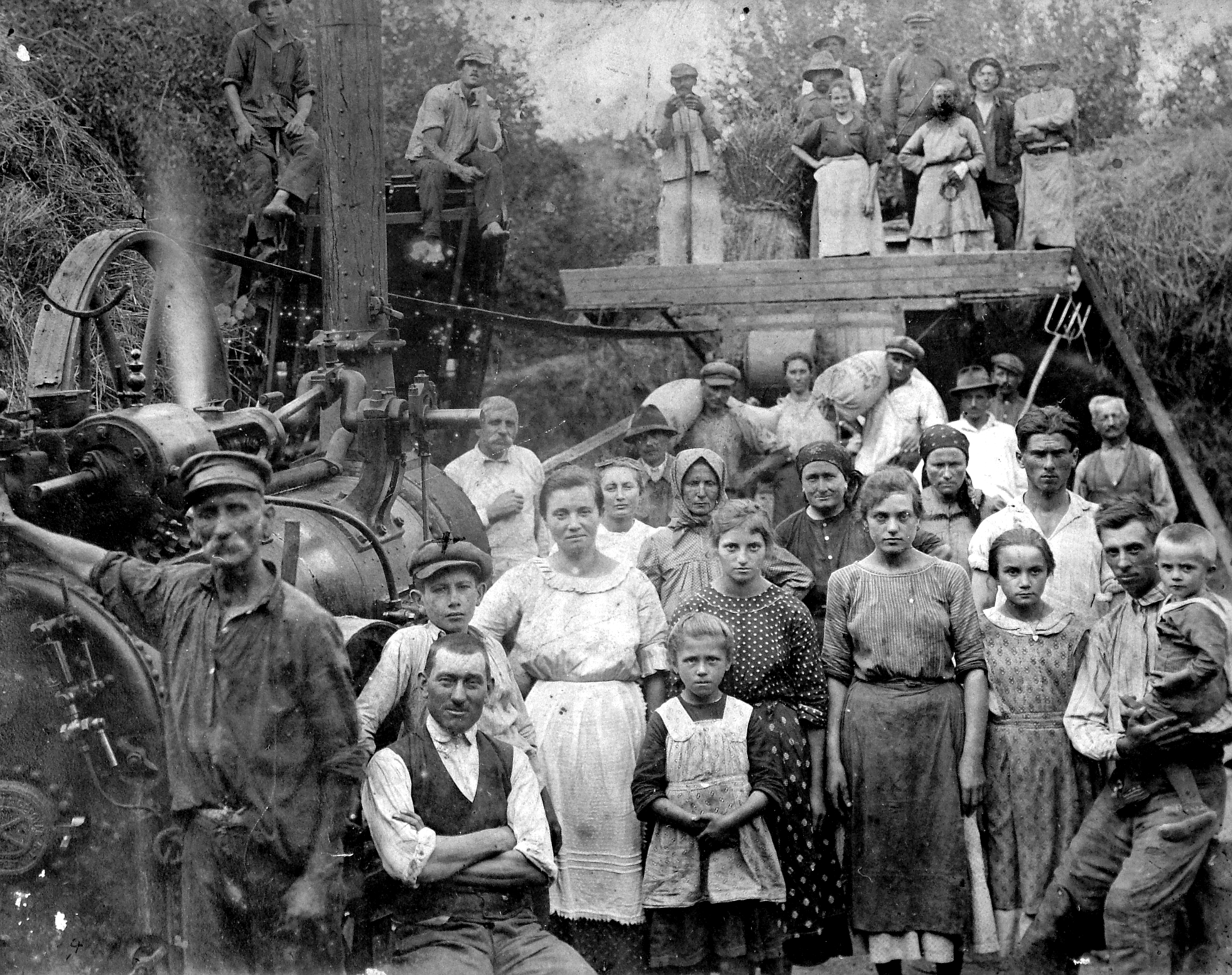
Hofherr-Schrantz-Clayton-Shuttleworth cséplőgép és a gépesbanda (1910)

Magyarországon először Martinovics Ignác szerkesztett egyfajta cséplőalkalmatosságot, ez azonban nem terjedt el, jobbára technikatörténeti érdekességként ismert. A Meikle-féle verőléces cséplőgépek első lóhajtású példánya 1802-ben jelent meg az országban, de a század első évtizedeiben igazán nem terjedt el. Számot kellett vetni a jobbágyság kenyérféltésével is, akik nemegyszer felgyújtották a munkájukat elvevő cséplőgépet (pl. az ercsi Lilien-uradalomban). Az első – Angliában összeszerelt – gőzüzemű cséplőgépet 1852-ben Törökbecsén állították munkába. 1861-től hazai gépgyárakban is előállítottak cséplőgépet, amely a 19. század második felében csak a nagyobb uradalmakban, illetve a nagyparaszti birtokokon terjedt el. 1904-ben megjelentek az első motoros meghajtású cséplőgépek is. A gépi cséplésnek a nyomtatásnál, illetve a kézi cséplésnél jóval kedvezőbb üzemadottságait fokozatosan felismerték: a cséplőgép nemcsak a szemnyerés minőségén javított, de jelentősen lerövidítette a korábban hónapokig tartó cséplés munkaidő-szükségletét is. A századforduló környékére, az első világháború előestéjére a gőz- vagy motoros cséplőgépek – a paraszti családi gazdaságok kivételével – kiszorították az állati erővel üzemeltetett cséplőszerkezeteket. Az egy cséplőgép működtetésére szerveződött cséplőbandák – esetleg tehetősebb parasztok – bércséplést vállaltak, és portáról portára, gazdaságról gazdaságra járva, rész vagy napszám fejében végezték a munkát. Hatalmas önsúllyal rendelkező alkalmatosságok lévén, állati erővel (szarvasmarhával vagy bivallyal), később lokomobillal vagy traktorral vontatták őket a szemnyerés helyére. Ezt követően a 20. század közepéig, az arató-cséplő gép (kombájn) megjelenéséig Magyarországon kizárólagos cséplési módnak számított, napjainkra csupán egyes aprómagvas termények szemnyerésére, illetve parcellacséplésre alkalmazzák.
A 19. században tehetősebb parasztgazdaságok, a 20. században pedig egyes területeken a családi gazdaságok a cséplőgép egy sajátos változatával, a kisebb teljesítményű, kézi hajtású cséplőgéppel (járgány) végezték a szemnyerés munkafolyamatát.

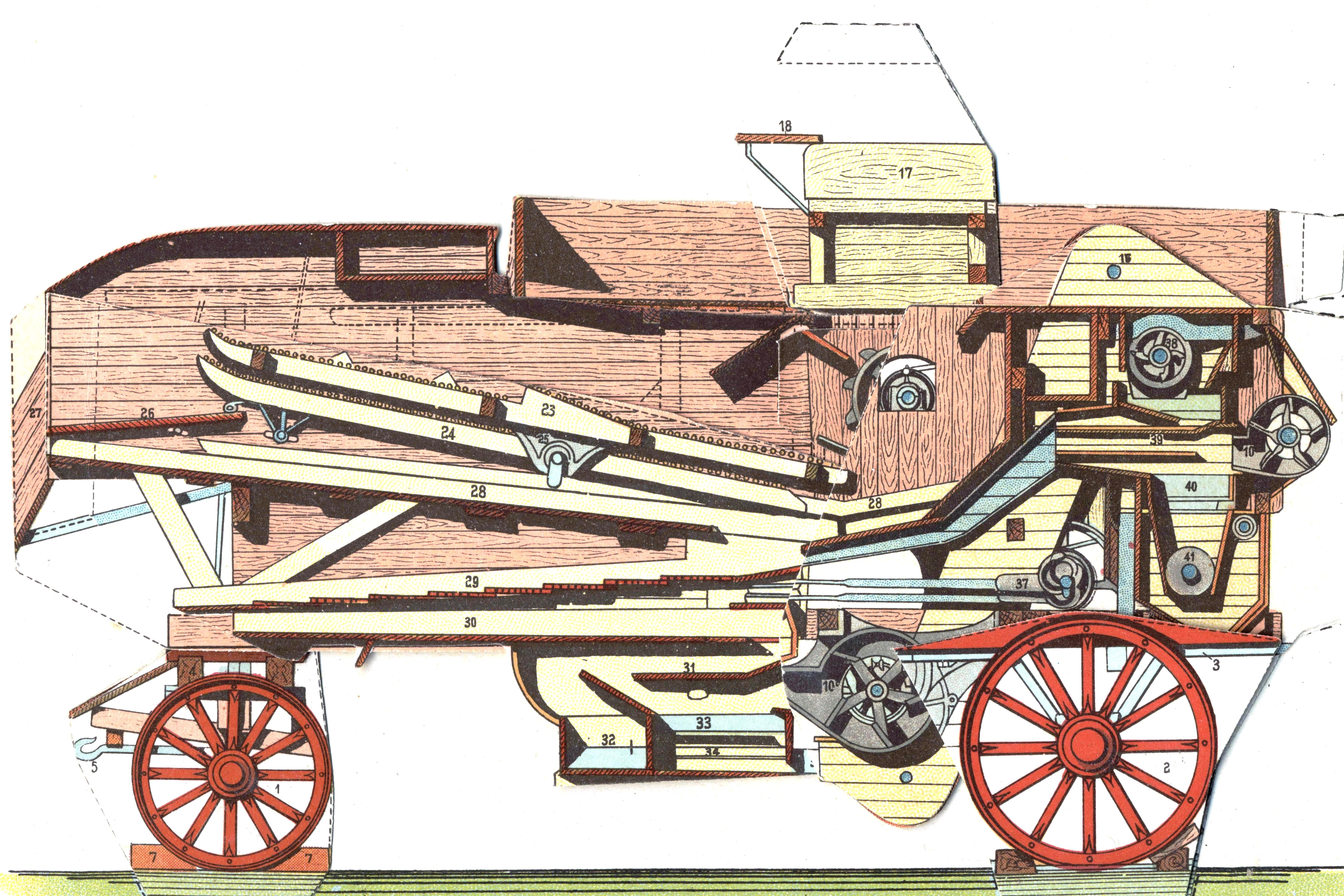
Motoros cséplőgép metszetrajza (1913)

## Működési elve
A cséplőgépbe kézi erővel vagy etetőszerkezettel juttatják a cséplendő szálas gabonát. A tengelye körül forgó cséplődob a felületén kiképzett bordázott verőlécek vagy szögek segítségével dörzsöli, illetve veri ki a gabonaszemeket, amelyek a dob alatt elhelyezkedő, ívesen kialakított dobkosárba hullanak. A cséplődob forgástengelye általában merőleges az etetőszájra. A dobkosáron a felfogott szemek 80–90%-a – ekkor még törekkel és pelyvával elegyesen – a magvezető vagy törekasztalra hullik. A kicsépelt szalmát a szalmarázóra továbbítja a cséplődob forgása, azon, illetve a szalmautánrázón áthaladva a maradék gabonaszemek is kihullanak és a magvezető asztalra jutnak. A kicsépelt szalmát a szalmarázó végénél kialakított elevátor juttatja ki a cséplőgépből. Eközben a szalmától elválasztott mag a tisztítószerkezetbe kerül, ahol előbb a töreket, a pelyvát, majd a toklászt választják el a különböző módon kialakított rosták. A cséplőgép egyes változataiba rög- és fűmagrostát is beépítenek, az apróbb szemét eltávolítására pedig szelelőberendezésen is átjáratják a maggyűjtőben felhalmozódott magot. Legvégül pedig – a termény zsákolása előtt – a magszekrénybe épített osztályozóhenger gondoskodik a magok méret szerinti elkülönítéséről.
A cséplőgépek két alapvető típusa a verőléces, illetve a szöges cséplődob, bár azonos áteresztőképesség esetén utóbbi teljesítménye nagyobb. A teljesítmény fokozása végett a 20. század utolsó negyedétől terjed több cséplődob egymásba kapcsolása, illetve a kombájnok cséplőszerkezetének ún. axiális elrendezése is, amikor a cséplődob tengelyiránya függőleges, s a dobot teljesen körbeveszi a rázóasztalt is helyettesítő dobkosár. A cséplőgép a korábbi eljárásokhoz képest kimagasló minőségi mutatókkal bír, a munkagép típusától és műszaki állapotától függően a szemvesztés rendszerint 0,5%, a szemtörés pedig 3% alatt marad.